# Anarta aethiops
Anarta aethiops là một loài bướm đêm trong họ Noctuidae.